# Кіноа

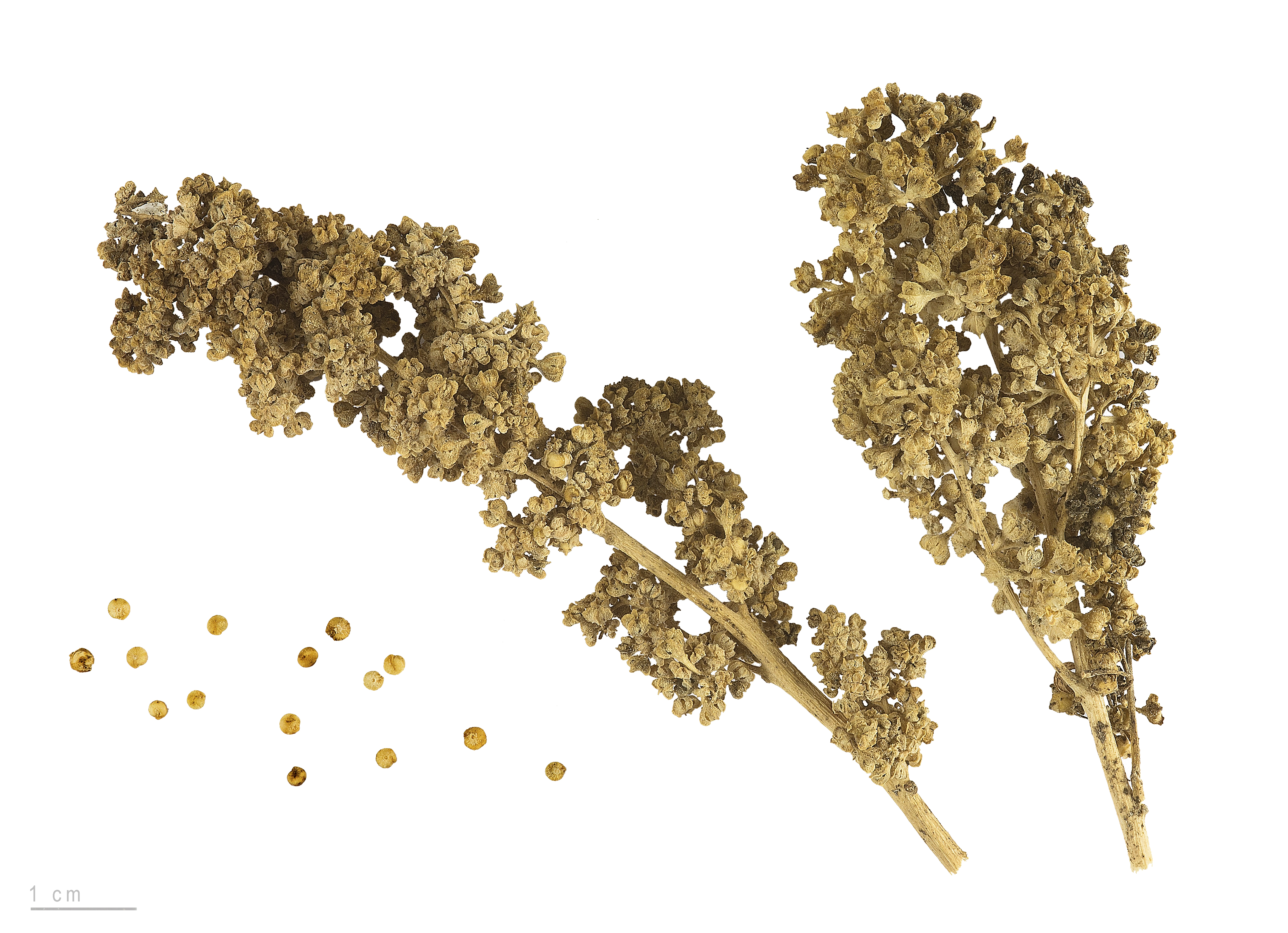
Chenopodium quinoa -red faro- — Тулузький музей

Кіно́а (Chenopodium quinoa) або кінва (кечуа kinwa або kinuwa) — вид лободи (Chenopodium), що походить з Андів та вирощується як зернова культура завдяки своєму їстівному насінню. Плід рослини — не зернівка чи зерно, бо це дводольна рослина, а не злак, кіноа відносять до псевдозернових культур. Листя рослини також споживають як зелені овочі, проте не мають комерційного значення. Кіноа має дуже стародавнє походження й була одним з найважливіших продуктів харчування індіанських народів. У цивілізації інків кіноа була одним з трьох основних продуктів харчування порівну з кукурудзою та картоплею.
Кіноа містить багато білка порівняно з іншими зерновими — в середньому 16,2 відсотки (для порівняння: 7,5 % в рисі, 9,9 % в просі та 14 % в пшениці). Деякі сорти кіноа містять понад 20 відсотків білків.
На відміну від пшениці та рису, що містять малу кількість лізину, амінокислотний склад білків кіноа дуже збалансований і близький до складу білків молока. Крім унікальних білків, кіноа містить також вуглеводи, жири (з високим вмістом лецитинової кислоти), клітковину, мінеральні мікроелементи та вітаміни, має низький глікемічний індекс.
Після вимочування або виполіскування сапонінів, що містяться у його насінні, кіноа готується порівняно легко і швидко. Зерна варять у співвідношенні два об'єми води на один об'єм насіння протягом 14-18 хвилин або до відділення сім'ядолі від паростка. Отримане з кіноа борошно використовують для виробництва макаронних виробів, хліба та інших страв.

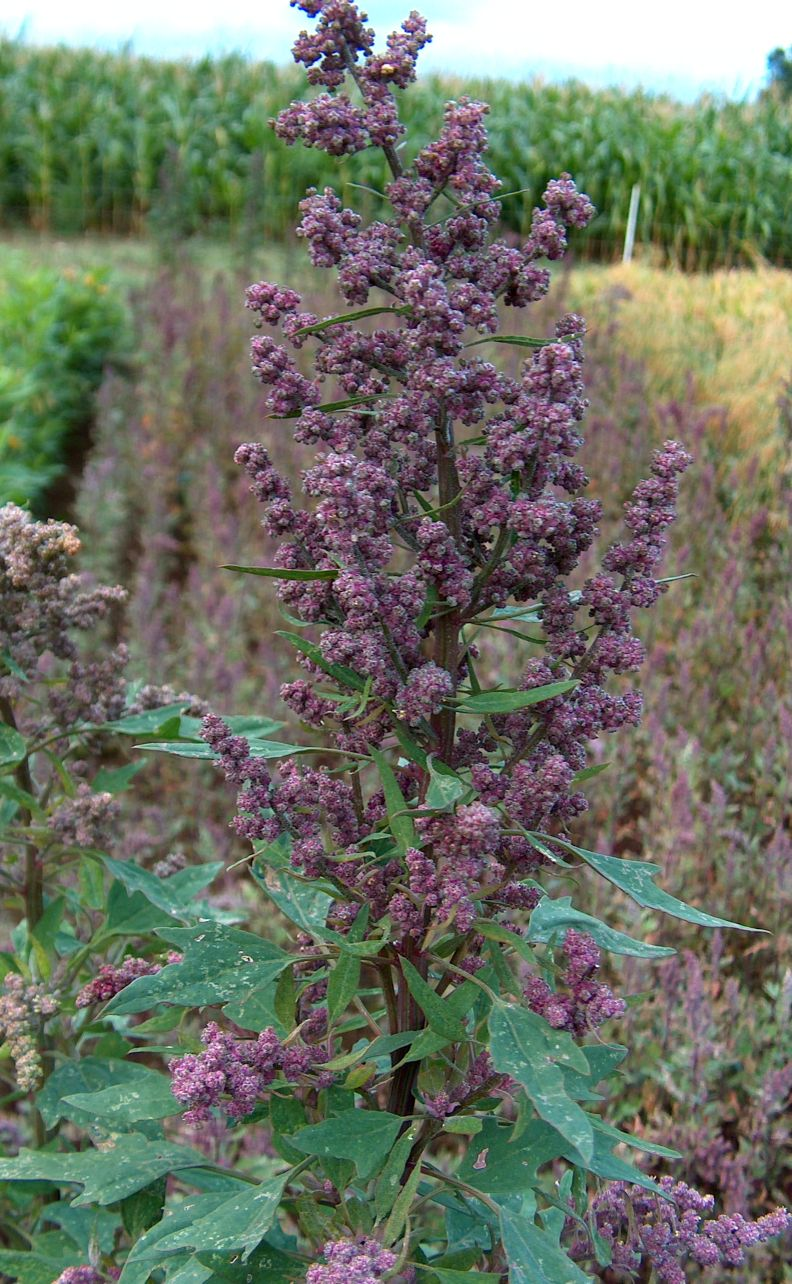
Рослина
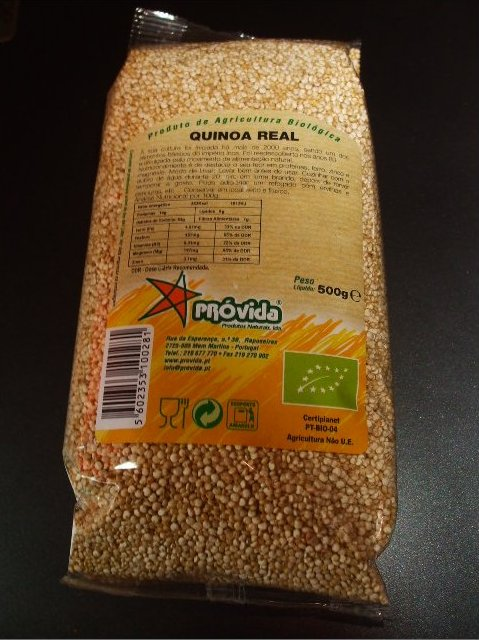
500 г кульок зерна у продажі в Португалії
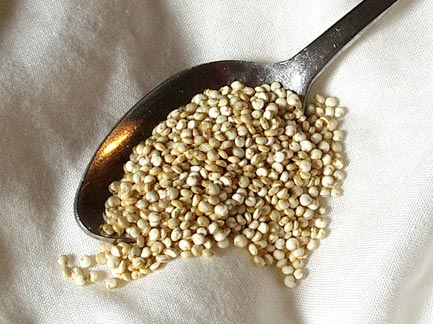
Зерна кіноа
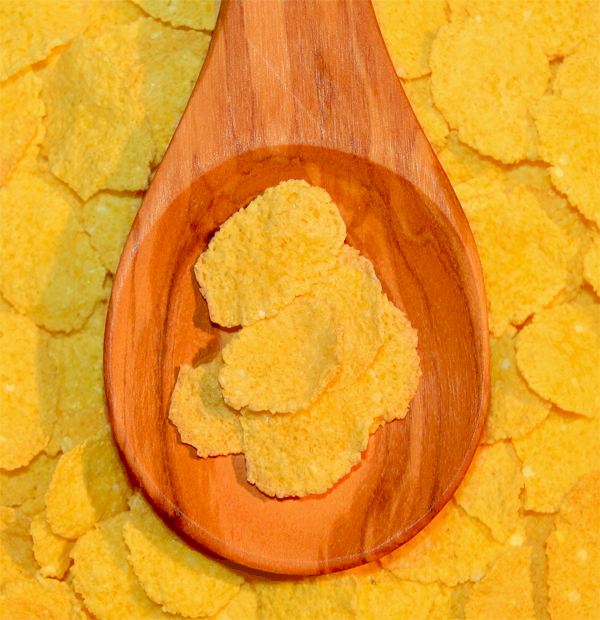
Пластівці з кіноа

## Міжнародний рік кіноа
2013 рік був названий ООН Міжнародним роком кіноа як знак визнання вкладу корінного народу Анд у збереження кіноа для наступних поколінь. Внаслідок акції продукт набув популярності в усьому світі.